# Andrea Polcaro
Andrea Polcaro (* 9. Januar 1978 in Rom) ist ein italienischer Prähistoriker, der sich mit der Bronzezeit des Alten Orients, insbesondere der Archäologie Mesopotamiens und Jordaniens beschäftigt.
1998 partizipierte er an der Missione Archeologica Italiana in Siria a Tell Mardikh, dem antiken Ebla. Er wurde 2003 an der Universität La Sapienza in Rom promoviert und gewann im selben Jahr ein Dottorato di Ricerca. Er lehrt am Dipartimento di Lettere-Lingue, Letterature e Civiltà Antiche e Moderne der Universität Perugia.
Polcaro führte Grabungen in Syrien und vor allem in Jordanien und dem Irak durch und arbeitete an einem Projekt der UNESCO und der Antikenabteilung von Palästina mit. 2012 bis 2013 grub er in Nigin im Irak, und am jordanischen Dschebel al-Muṭawwaq (Jabal al-Muṭawwaq). 2015 brachte er mit seinem Kollegen Davide Nadali das Handbuch Archeologia della Mesopotamia antica heraus.

## Veröffentlichungen (Auswahl)
- Necropoli e costumi funerari in Palestina dal Bronzo Antico I al Bronzo Antico III (= Contributi e Materiali di Archeologia Orientale XI), Rom 2006.
- mit Lorenzo Nigro, Maura Sala: Preliminary Report of the Third Season of Excavations by the University of Rome „La Sapienza“ at Khirbat al-Batrāwī (Upper Wādī az-Zarqā’), in: Annual of the Department of Antiquities of Jordan 52 (2008) 209–230.
- mit Daniele Chiriu, Pier Carlo Ricci, Carlo Maria Carbonaro, Davide Nadali, Francesca Mocci: Drying oil detected in mid-third Millennium B.C. Mesopotamian clay artifacts: Raman spectroscopy and DFT simulation study, in: Microchemical Journal 124 (September 2015).
- mit Davide Nadali: Il Rinascimento sumerico. Nuove scoperte archeologiche in Iraq meridionale. 2015.
- mit Davide Nadali: Archeologia della Mesopotamia antica. Rom 2015. (Handbuch)
- mit Davide Nadali: Nigin. La città delle acque. in: Archeologia Viva 173 (2015) 30–40.
- zus. mit Davide Nadali und Lorenzo Verderame: New Inscriptions of Gudea from Tell Surghul/Niĝin, Iraq. In: Zeitschrift für Assyriologie und vorderasiatische Archäologie. Band 106, Nr. 1, ISSN 0084-5299, S. 16–21 (degruyter.com).
- mit Juan Muñiz, Valentín Alvarez: Preliminary results of the first Spanish-Italian excavation campaign to the Jabal al-Muṭawwaq dolmen field, August–September 2012, in ADAJ 57 (2013) 409–424.
- mit Juan Muñiz, Valentín Alvarez: New Spanish – Italian Excavations at the Jebel al-Mutawwaq Dolmen Field on the Middle Wadi az-Zarqa: Preliminary Results of the 2012 Season. in: Studies in the History and Archaeology of Jordan 12, Amman 2016, S. 477–488.
- mit Juan Muñiz, Valentín Alvarez: The New Spanish-Italian Expedition to the EB I site of Jebel al-Mutawwaq, Middle Wadi az-Zarqa, Jordan: Preliminary Results of the 2012–2013 Campaigns, in: Rolf A. Stucky et al. (Hrsg.): Proceedings of the 9th International Congress on the Archaeology of the Ancient Near East, 9-13 June 2014, Basel. Harrassowitz, Wiesbaden 2016, S. 1633–1645.
- mit Juan Muñiz: Preliminary Results of the 2014-2015 Excavations Campaigns at the Early Bronze Age I Settlement of Jabal al- Muṭawwaq, Middle Wādī az-Zarqā’, Area C, in: Studies in the History and Archaeology of Jordan 13, Proceedings of the 13 ICHAJ (Amman 21st - 26th may 2016), S. 85–96. (academia.edu)
- mit Daniele Chiriu, Pier Carlo Ricci, Maddalena Scattini, Marta D’Andrea, Suzanne Richard, Abdulqader Abdullah Qader, Carlo Maria Carbonaro: Portable NIR Raman microspectroscopy investigation on Early Bronze IV pottery (2500–1950 BCE) from Khirbat Iskandar, Jordan, in: Vibrational Spectroscopy 97 (2018) 8–15.